# لیلا مورییو
لیلا مورییو (به اسپانیایی: Lila Rosa Bozo Morillo زاده ۱۴ اوت ۱۹۴۰ در ماراکایبو، زولیا، ونزوئلا) بازیگر و خوانندهٔ ونزوئلایی است. او با نام‌های مستعار La Diva de Venezuela, La Reina del Cocotero و همچنین La Maracucha de Oro شناخته شده‌است.

## زندگی‌نامه
لیلا در شهر ماراکایبوی ونزوئلا به دنیا آمد. پدر او سیلوستر د خوزو بوزو بوزو (1914-2013) و مادرش آنا مگدالنا مورییو د بوزو (۱۹۲۰–۲۰۱۷) نام داشتند. او و خانواده اش به شهر کاراکاس، پایتخت ونزوئلا، مهاجرت کردند تا بختشان را برای یافتن کار بیازمایند. او برای نخستین بار در سال ۱۹۵۵ به عنوان یک خواننده در کنار ماریو سوئارز قرار گرفت و اولین اثرش را با او ضبط کرد.
همچنین در سال ۱۹۶۳ او برای نخستین بار در فیلمی تحت عنوان ایسلا د سال (جزیرهٔ نمک) نقش بازی کرد که کمک کرد او موسیقی فیلم را نیز به عهده گیرد. او پس از این فیلم تجربه‌های دیگری در زمینهٔ سینما را پشت سر نهاد و اولین سریال تلویزیونی خود را در تله‌نولای ماریا مرسه، لا چینیتا در سال ۱۹۷۰ در کنار بازیگر مرد، کارلوس کامارا، بازی کرد. او بازی در تله‌نولاها را با بازی در مجموعهٔ لا دنیا ساختهٔ RCTV ادامه داد.

## فیلموگرافی

### تلویزیون
- پابلو و آلیسیا (۱۹۶۹)
- ماریا مرسه، لا چینیتا (۱۹۷۰)
- لا دنیا (۱۹۷۲)
- ایلیانا (۱۹۷۷)
- ماکارنا (۱۹۹۲)
- ویوا لا پپه (۲۰۰۲)
- کوسیتا ریکا (۲۰۰۴)

### فیلم سینمایی
- ایسلا د سال (۱۹۶۴)